# Mulay Uld Mohamed Laghdaf
Mulay Uld Mohamed Laghdaf (Néma, 1957) es un político y diplomático mauritano que fue nombrado primer ministro del país el 14 de agosto de 2008 por el líder de la Junta Militar, Mohamed Uld Abdelaziz, que derrocó al Presidente y al gobierno de Mauritania tras el golpe de Estado llevado a término ocho días antes.
Es doctor en Física e ingeniero por la Universidad Libre de Bruselas. Laghdaf fue embajador de Mauritania en Bélgica y ante la Unión Europea desde 2006 y es miembro de la Reagrupación de Fuerzas Democráticas. El 1 de septiembre se dio a conocer la composición del nuevo gobierno.

## Biografía
Fue nombrado primer ministro por el Alto Consejo de Estado presidido por el exgeneral y actual presidente de la República, Mohamed Ould Abdel Aziz, quien acababa de derrocar al gobierno por un golpe de Estado. Según la Agencia de Prensa Africana, Laghdhaf está "políticamente afiliado a Rassemblement des force democratiques", cuyo líder, Ahmed Ould Daddah, fue abiertamente a favor del golpe de Estado. La Agencia France-Presse describe a Laghdhaf como un "aliado desde hace mucho tiempo" del Presidente.
Laghdhaf es un miembro de la tribu tajakant. Ingeniero en Ingeniería Química Mineral por la Escuela de Ingeniería Mohammadia en 1984 y luego Doctor en Química por la Universidad de Bruselas. Graduado de estudios de posgrado especializados (DESS) en administración en la Universidad Libre de Bruselas en 1996, es ingeniero de formación.